# Stade Helvia Recina
Le Stade Helvia Recina (en italien : Stadio Helvia Recina) est un stade de football italien situé dans la ville de Macerata, dans les Marches.
Le stade, doté de 4 315 places et inauguré en 1964, sert d'enceinte à domicile aux équipe de football de la Società Sportiva Maceratese et de la Società Sportiva Matelica Calcio 1921, ainsi qu'à l'équipe d'athlétisme de l'Atletica AVIS Macerata.
Il porte le nom de Helvia Recina, ancienne ville romaine et aujourd'hui site archéologique, située dans l'actuelle Villa Potenza, l'un des trois hameaux de la commune de Macerata.

## Histoire
À la fin des années 1950, l'administration municipale, présidée par l'avocat Arnaldo Marconi, décide de construire une nouvelle installation sportive pour pallier le Stade de la Victoire, et confie la conception à l'ingénieur romain Cerri. Les travaux du stade débutent le 11 juillet 1959 pour se terminer à l'été 1964 (les travaux ayant coûtés un total de 325 millions de lires). Le stade dispose alors à l'époque de 9 000 places assises (2 000 en tribunes, 2 000 dans les gradins des locaux, 3 000 en virage et 1 500 en virage visiteurs).
Il est inauguré le 18 octobre 1964, lors d'un match nul de Serie C 1-1 entre les locaux de la SS Maceratese et le Ternana Calcio.
Le record d'affluence au stade est de 12 900 spectateurs, lors d'un match nul 1-1 de derby entre la SS Maceratese et l'US Civitanovese le 5 avril 1981.
Par la suite, afin de respecter les paramètres des décrets de sécurité imposés ces dernières années, la capacité a été réduite à 5 850 places, dont 4 315 sont accessibles.
Le stade est également utilisé pour l'athlétisme, par l'Atletica AVIS Macerata, ainsi que pour les jeux scolaires aux niveaux municipal et provincial.
Sur le plan religieux, le pèlerinage catholique de Macerata-Lorette part chaque année du stade Helvia Recina,.

## Installation
Actuellement, le stade de 4 315 places assises est réparti de la façon suivante :
- Tribune : 1466 places
- Gradins des locaux : 1018 places
- Virage des locaux : 666 places
- Virage des visiteurs : 1165 places